# Antônio Batista Vieira
Padre Antônio Batista Vieira (Várzea Alegre, 14 de junho de 1919 — Fortaleza, 19 de abril de 2003) foi um padre e político brasileiro, fundador do Clube Mundial do Jumento, escritor e deputado federal pelo Ceará.

## Biografia
Nasceu no sítio Lagoa dos Órfãos, no sopé da Serra dos Cavalos. Era filho de Vicente Vieira da Costa e Senhorinha Batista de Freitas. Ordenou-se no sacerdócio em 27 de dezembro de 1942, no Crato,  no Ceará. Em 1964 cursou com destaque a Universidade da Califórnia em Los Angeles, graduando-se em economia e planejamento de pesquisa social. Entre 1970 e 1974 cursou direito na Universidade Federal do Rio de Janeiro, licenciando-se em filosofia, ciências e letras.
Foi fundador do Clube Mundial do Jumento e sócio da Associação Cearense de Imprensa.
Foi deputado federal, eleito para o período legislativo de 1967 a 1970.

## Obras
É autor das seguintes obras:
- 100 Cortes sem Recortes (1963).
- O Jumento, nosso irmão (1964).
- O verbo amar e suas complicações (1965).
- Sertão brabo (1965).
- Mensagem de Fé para quem não tem Fé (1981).
- Penso, logo desisto (1982).
- Pai nosso (1983).
- Bom dia, meu irmão (1984).
- Porque fui casado (1985).
- Gramática do absurdo (1985).
- A Igreja, o Estado e a questão social (1986).
- A família (evolução histórica, sociológica e antropológica) (1987).
- Eu e os outros (1987).
- Roteiro lírico e místico sobre Juazeiro do Norte (1988).
- Senhor, aumentai a minha Fé (1989).